# 三井俊吾
三井 俊吾（みつい しゅんご）は日本のシンガーソングライター、モデル、元俳優。
1967年に西野バレエ団へ入団し、1969年にCBSソニーから歌手デビュー。俳優としても活動する。現在はモデルとしてスチール・TV-CMを中心に活躍中。身長176cm、スリーサイズはC96・W82・H92。

## 出演

### テレビドラマ
- うなぎのぼり鯉のぼり（1972年、NET） - 山岡昇
- 大鉄人17（1977年、MBS） - 村中隊員

### その他
- なかよしリズム（1971年、NHK教育テレビ） - お兄さん

## ディスコグラフィー

### シングル
- 手紙を下さい／ブルー・トレイン（1969年・CBS・ソニー）
- 旅路／恋は世界を変える（1970年・CBS・ソニー）
- クチャ・クチャ・ボーイ／パパの子守唄（1973年）